# Mała Kieżmarska Czubka
Mała Kieżmarska Czubka, w części literatury tatrzańskiej Mała Kiezmarska Czubka (słow. Malý Kežmarský hrb) – drobna turnia w dolnym fragmencie południowo-wschodniej grani Kieżmarskiego Szczytu opadającej na Huncowską Przełęcz. Na północnym zachodzie graniczy z Kieżmarską Czubą, od której oddziela ją Niżni Kieżmarski Przechód, natomiast na południowy wschód od niej znajduje się Huncowska Przełęcz oddzielająca ją od północno-zachodniego wierzchołka Huncowskiego Szczytu.
Północno-wschodnie stoki opadają z Małej Kieżmarskiej Czubki w stronę Świstówki Huncowskiej (górnego piętra Doliny Huncowskiej), południowo-zachodnie – do Lejkowego Kotła w Dolinie Łomnickiej. Ściana północno-wschodnia jest niska i zbiega w stronę piarżysk powyżej Świstówki Huncowskiej. Znajduje się w niej krótkie żebro z kilkoma turniczkami. Po stronie Doliny Łomnickiej blok szczytowy turni wyrasta z górnej części żlebu opadającego z Niżniego Kieżmarskiego Przechodu.
Wzniesienie jest wyłączone z ruchu turystycznego. Najdogodniejsze drogi dla taterników prowadzą na nie granią z obu stron.
Pierwsze wejścia na szczyt miały miejsce przy okazji pierwszych wizyt na Kieżmarskim Szczycie, zazwyczaj jednak omijano o kilka metrów sam wierzchołek wzniesienia.